# Arthur Balfour
Pour les articles homonymes, voir Balfour (homonymie).
Arthur James Balfour (25 juillet 1848 – 19 mars 1930) est un homme d'État, Premier ministre du Royaume-Uni et chef du Parti conservateur, célèbre pour son action en tant que ministre des Affaires étrangères pendant la Première Guerre mondiale. Il est 1er comte de Balfour.

## Biographie
Né à Whittingehame, en Écosse (East Lothian), fils de James Maitland Balfour et frère de la mathématicienne et militante pour l'éducation supérieure des femmes Eleanor Mildred Sidgwick, il fait ses études secondaires à Eton puis étudie les sciences humaines au Trinity College (Cambridge) (1866-1869).
Élu à la Chambre des communes, il siège dans les rangs unionistes (conservateurs) de 1874 à 1905. Il est l'adjoint de lord Salisbury, alors ministre des Affaires étrangères, au congrès de Berlin. Il occupe le poste de ministre chargé des Affaires irlandaises de 1887 à 1891 où il s'oppose à la politique du Home Rule présenté par le Premier ministre libéral William Ewart Gladstone, projet qui accorde une certaine autonomie à l'Irlande tout en réprimant avec fermeté toute velléité de soulèvement. Il devient premier lord au Trésor et chef de la majorité gouvernementale à la Chambre des communes en 1891.
Lorsque son oncle, Robert Arthur Talbot Gascoyne-Cecil, 3e marquis de Salisbury, se retire en juillet 1902, Balfour prend la tête du gouvernement. Il fait voter des réformes dans les domaines de la défense et de l'enseignement. Il participe également à la signature de l'Entente cordiale de 1904 entre la France et le Royaume-Uni. Des dissensions à l'intérieur du parti unioniste sur la réforme des tarifs douaniers provoquent cependant sa chute en décembre 1905. Il soutient en 1905 la loi sur les étrangers qui visait en particulier les juifs émigrés d'Europe de l'Est,. En 1912, se tient ainsi à Londres le Ier congrès international d'eugénisme dont il assure le discours d'ouverture.
La Première Guerre mondiale ayant éclaté, il oublie les querelles de parti et entre dans le premier cabinet de coalition dirigé par le Premier ministre Herbert Henry Asquith en 1915, en tant que premier lord de l'Amirauté. Lorsque David Lloyd George devient Premier ministre en décembre 1916, Balfour est nommé au ministère des Affaires étrangères. Chargé d'obtenir le soutien des États-Unis aux puissances alliées, il dirige, en 1917, la mission de guerre britannique en Amérique du Nord.

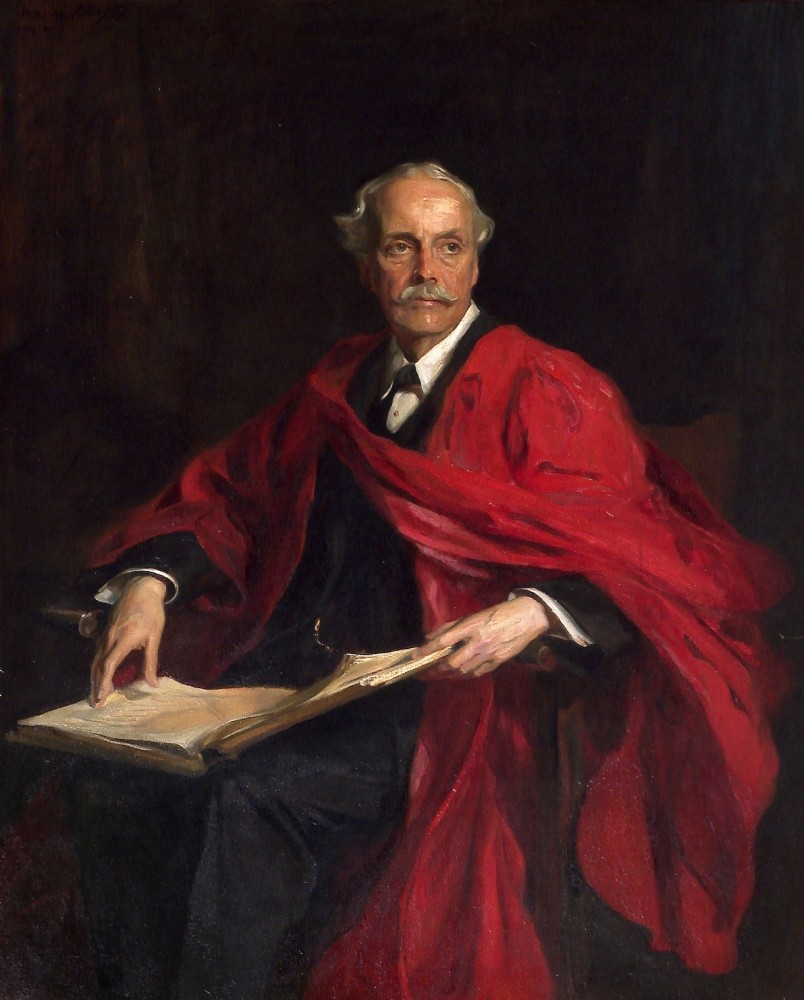
Portrait d'Arthur Balfour, huile sur toile de Philip de László, 1914, Trinity College, Cambridge. Détruit le 8 mars 2024 par une militante pro-Palestine.

En novembre 1917, il publie une lettre d'intention, devenue célèbre sous l'appellation de déclaration Balfour, qui déclare que le Royaume-Uni est favorable à la création en Palestine d'un foyer national pour le peuple juif.
Il a été dit que l'objectif était de rallier le soutien de la communauté juive américaine à l'entrée en guerre des États-Unis au côté des alliés. Cependant, les États-Unis sont entrés en guerre le 2 avril 1917, tandis que la déclaration a été faite sept mois plus tard (le 2 novembre 1917). Néanmoins, durant cette période, la Grande-Bretagne a mené une politique ambiguë visant à rallier à la fois les Arabes de Palestine (contre l'Empire ottoman) et les Juifs d'Amérique (contre l'Allemagne). Pour cela, la Grande-Bretagne promit à la fois l'indépendance aux Palestiniens et un État juif en Palestine aux Juifs du monde entier. La déclaration Balfour s'inscrit dans le cadre de cette diplomatie. Il a également été avancé que lord Balfour avait de la sympathie pour un courant idéologique appelé sionisme chrétien. 
Pour certains, il n'en reste pas moins que cette déclaration est injuste : « En Palestine, une nation a solennellement promis à une seconde le territoire d’une troisième », note ainsi, à propos de cette déclaration, le journaliste Arthur Koestler.
Après la Première Guerre mondiale, Balfour représente son pays à la conférence de paix de Versailles, en 1919, puis, l'année suivante, à la première conférence de la Société des Nations. Il dirige la délégation britannique à la conférence de Washington en 1921. En septembre 1922 il dirige le comité du Conseil de la Société des Nations, chargé du sauvetage économique de l'Autriche.
En reconnaissance de ses services, Balfour est nommé chancelier de l'Université de Cambridge en 1919. En 1922, il est anobli en tant que Ier comte de Balfour.
Balfour poursuit sa carrière. Il préside la British Academy de 1921 à 1928, puis participe au gouvernement Baldwin de 1925 à 1929. À ce titre, il agit comme négociateur pour le Statut de Westminster, signé en 1931, qui confirme la pleine indépendance des dominions de l'Empire britannique.

## Honneurs
Il a reçu le titre de docteur honoris causa de l'Université Jagellonne de Cracovie en 1922.